# Hombach (Ochtum)
Der Hombach gehört zum Flusssystem der Weser. Er hat eine Länge von 23,4 km und entspringt nordöstlich von Bassum. 
Er fließt ausschließlich im Landkreis Diepholz (Niedersachsen) durch die Orte  Bassum-Nordwohlde, Stuhr-Fahrenhorst und Weyhe-Leeste. Hier fließt von rechts der Gänsebach hinzu. Ab hier fließt er als Leester Mühlenbach weiter, bis er nordöstlich von Brinkum, südlich von Bremen-Obervieland in die Ochtum mündet.  
Rechtsseitige Nebenflüsse sind der Finkenbach (etwa 10 km lang, Zufluss südlich von Nordwohlde) und der Gänsebach (7 km lang, Zufluss in Leeste).
Auf seinem Weg befindet sich heute keine Wassermühle mehr. Von 1393 bis 1960 gab es aber eine Wassermühle in Leeste, an der Leester Straße.
Zuständiger Wasser- und Bodenverband ist der WBV Hache und Hombach.